# مونمورانسي

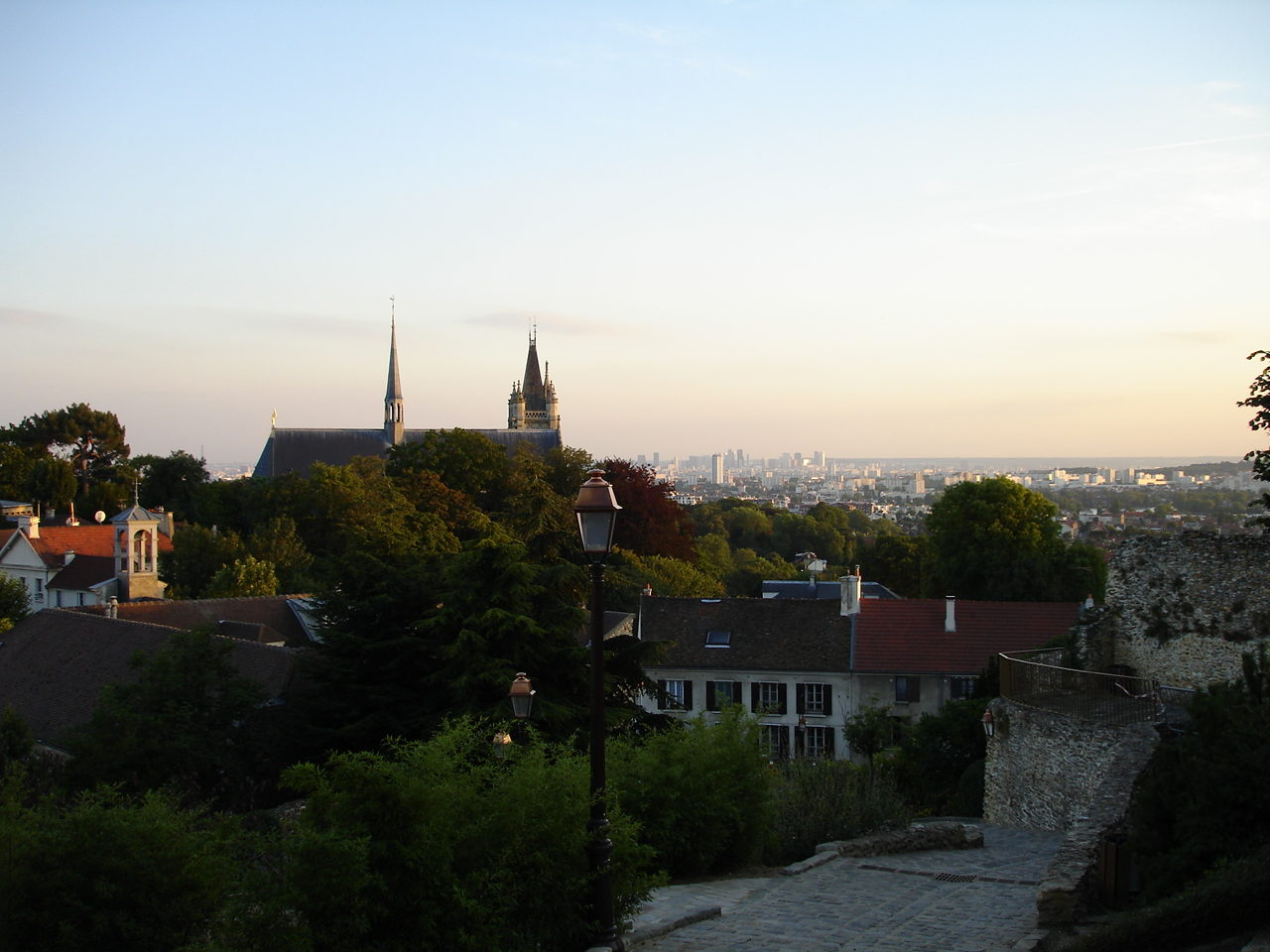
منظر من الحصن القديم لمونمورانسي و كنيسة سان مارتين، إلى اليسار محكمة الشغل و في العمق حي الأعمال الباريسي لا ديفونس

مونمورانسي (Montmorency) بلدية فرنسية بمحافظة فال دواز, تقع على بعد ثلاثة عشر كيلومتر شمال باريس. يبلغ عدد سكانها حوالي الواحد و عشرين ألف نسمة. موقعها الجغرافي الإستراتجي على هضبةٍ مرتفعةٍ، جعلها مركزاً لأحد أعرق العائلات النبيلة في فرنسا في القرون الوسطى، التي تحمل نفس اسم المدينة. تحولت مونمورانسي ابتداءً من القرن الثامن عشر إلى مكانٍ للاستجمام، يأوي إليه وجهاء و أثرياء باريس.
إقامة الكاتب و الفيلسوف جان جاك روسو بها من سنة 1756م إلى سنة 1762م وذلك بدعوة من السيدة لويس دي إبيني	؛أضفى عليها طابعاً خالداً من الرومانسية و الشاعرية، فبإضافة إلى متحف الكاتب و مركز الدراسات «الروسوية» المتواجدان ببيت إقامة روسو في شارع سان لوي ، أشتهرت المدينة على مدى السنين بمقاهيها الأدبية.
تعرف مومورانسي أيضاً بنوعيةٍ من الكرز تحمل اسم المدينة، ذات الطعم الحامض الحلو و اللون الوردي المبيّض.
يجدر الإشارة في النهاية، أن الرئيس الأسبق للجزائر أحمد بن بلا أقام بالمدينة أثناء مرحلة نفيه الاختياري في الثمانينات من القرن الماضي.

## توأمة
لمونمورانسي اتفاقيات توأمة مع:
- كيهل

## أعلام
- ماري هيلين أرنو
- لوران دوس سانتوس
- جان جاك دي فيليسي
- أندريه غريتري
- ماريان أمارو
- جان جاك أمانويل سديو

## وصلات خارجية
- الموقع الرسمي للبلدية